# Pteroptrix xanthothoracalis
Pteroptrix xanthothoracalis är en stekelart som först beskrevs av Huang 1991.  Pteroptrix xanthothoracalis ingår i släktet Pteroptrix och familjen växtlussteklar. Inga underarter finns listade i Catalogue of Life.